# Pinaxister henricischmidti
Pinaxister henricischmidti är en skalbaggsart som beskrevs av August Reichensperger 1939. Pinaxister henricischmidti ingår i släktet Pinaxister och familjen stumpbaggar. Inga underarter finns listade i Catalogue of Life.